# La Neuville-en-Hez
La Neuville-en-Hez är en kommun i departementet Oise i regionen Hauts-de-France i norra Frankrike. Kommunen ligger i kantonen Clermont som tillhör arrondissementet Clermont. År 2022 hade La Neuville-en-Hez 954 invånare.

## Befolkningsutveckling
Antalet invånare i kommunen La Neuville-en-Hez
| Referens: INSEE |